# Clintonville, Pennsylvania
Clintonville är en kommun av typen borough i Venango County i Pennsylvania. Vid 2010 års folkräkning hade Clintonville 508 invånare.